# 新潟県運転免許センター上越支所

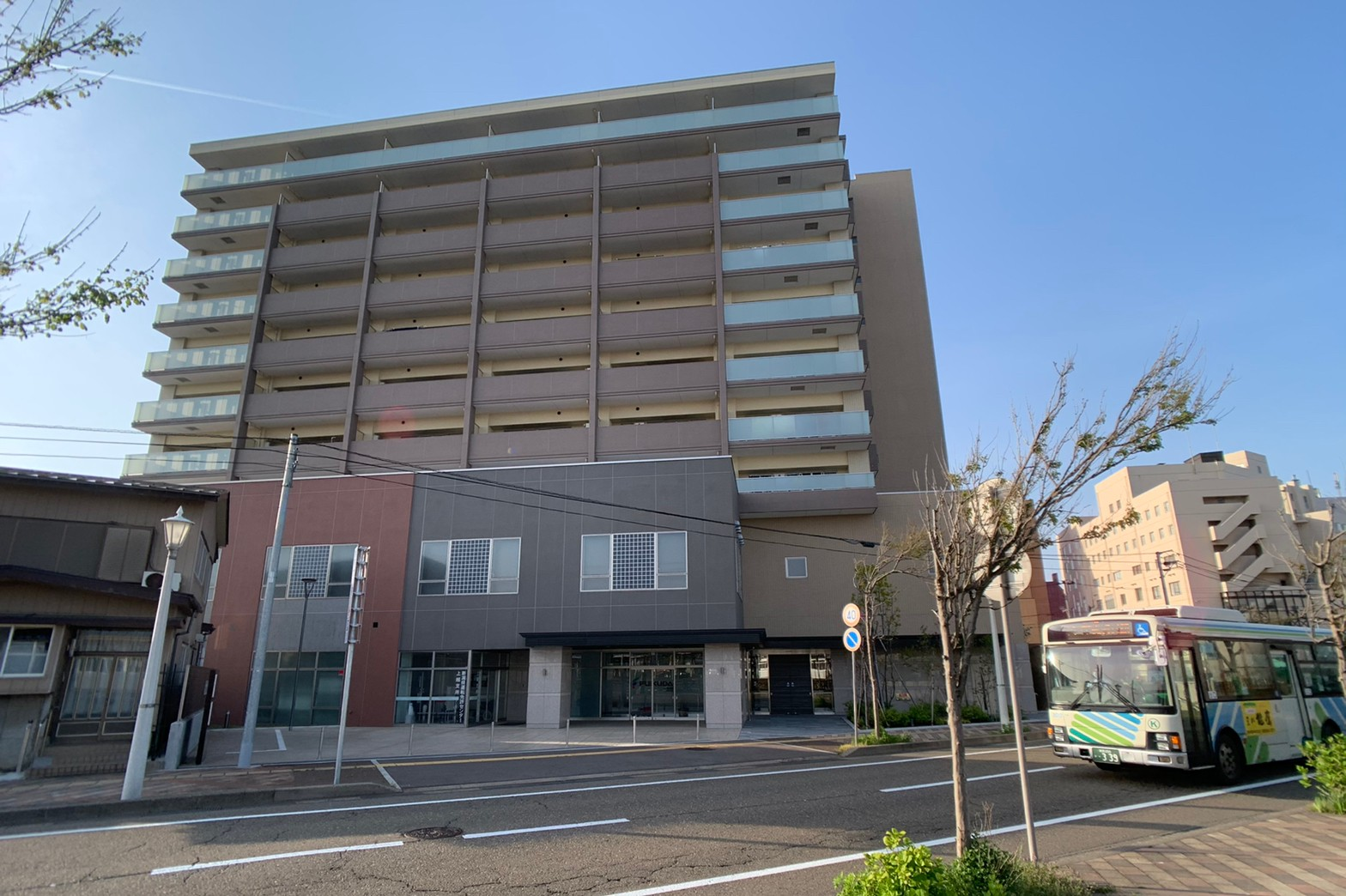
新潟県運転免許センター上越支所などが入る複合施設「うみらいず」（2021年5月）

新潟県運転免許センター上越支所（にいがたけんうんてんめんきょセンターじょうえつししょ）は、新潟県上越市西本町に所在する新潟県警察の運転免許試験場である。
元々は柿崎区にあったが、2020年に直江津駅前の複合施設「うみらいず」完成に伴い同年11月、同施設のマンション棟1・2階に移転した。

## 所在地
- 新潟県上越市西本町1ｰ1ｰ10 ブレッソ直江津1･2階

## 周辺
- 直江津駅
- ホテルセンチュリーイカヤ
- エルマール（直江津ショッピングセンター）

## 交通
- えちごトキめき鉄道・東日本旅客鉄道（JR東日本）直江津駅北口より徒歩約2分